# Hide Out
Hide Out is een Nederlandse film uit 2000. 
De film telde slechts een tweekoppige crew, Shane Carne en Julian Wynne. Op de fiets met een digitale videocamera en een paar vrienden als acteurs; geen set behalve wat de stad Amsterdam te bieden had. 

## Verhaal
David, een arme Engelse video-artiest, krijgt een studio in Amsterdam voor een jaar. Tussen het maken van zijn 'cowboy'-videokunst en drugs dealen, wordt hij verleid door de Franse Sabine. Doordat hij niet in staat is om aan zijn Engelse vriendin Elizabeth te vertellen over zijn verhouding met Sabine, zorgt zijn bedrog en twijfel ervoor dat hij door beide vrouwen wordt gedumpt.